# August Miřička
August Miřička (2. prosince 1863 Jičín – 1. února 1946 Praha) byl český právník, profesor trestního práva a trestního řízení na Právnické fakultě Univerzity Karlovy (děkanem fakulty byl zvolen v letech 1913 a 1928, rektorem univerzity v roce 1930). Podílel se na přípravě kodifikace československého trestního práva.

## Život a působení
Narodil se do rodiny státního zástupce Augusta Miřičky a jeho manželky Hedviky, roz. Štádlerové. Pokřtěn byl jmény August Antonín. Vystudoval gymnázium v Jičíně a pražskou právnickou fakultu, kde získal titul doktora práv. Poté vstoupil do justičních služeb, nejdříve působil u strakonického okresního soudu, pak v pozici náměstka státního zástupce v Praze a roku 1905 byl jmenován soudcem zemského soudu. Zároveň se ale stále zabýval teorií trestního práva, v němž se roku 1900 v Praze habilitoval. O sedm let později justici opustil, neboť byl jmenován mimořádným a v roce 1909 řádným profesorem trestního práva české právnické fakulty. Na fakultě zřídil a vedl kriminologický ústav, kromě toho byl v letech 1913–1914 a 1928–1929 děkanem fakulty a mezi roky 1930–1931 vedl jako rektor celou Karlovu univerzitu. Předsedal Československé společnosti pro právo trestní, byl členem České akademie věd a umění, Association international de droit pénal nebo delegátem Commision pénitentiare internationale.
Profesor Miřička se též významně podílel na osnovách československých zákonů v oboru trestního práva, trestního zákona či zákona o trestním soudnictví nad mládeží. Této oblasti se věnoval dlouhodobě, jeho zásluhou byla mj. vytvořena Úřadovna pro péči o provinilou mládež u pražského krajského soudu. Jeho teoretické dílo je nepominutelné, mezi jinými napsal mnohokrát vydávané učebnice Trestní právo hmotné (I. 1911, II. 1912), Řízení trestní (1913) či Trestní právo procesní (1932). Dalšími významnými díly byly např. práce O formách trestné viny a jich úpravě zákonné (1902) nebo O trestním soudnictví nad mládeží (1932). Přispíval též do Slovníku veřejného práva československého a Ottova slovníku naučného. Zemřel roku 1946 v Praze a byl pohřben na Olšanských hřbitovech.
Jeho bratrem byl mj. právník, podnikatel a pozdější předseda Autoklubu Republiky Československé Emil Miřička.